# 2040年のメリークリスマス
「2040年のメリークリスマス」（2040ねんのメリークリスマス）は、1996年12月24日にテレビドラマ『世にも奇妙な物語 聖夜の特別編』内で放送されたストーリーの一つである。『世にも奇妙な物語』としては通算302話にあたり、クリスマスを扱ったストーリーとしては最も評価の高いストーリーのひとつで、2008年4月2日にDVD発売された。

## あらすじ
漫画家を志す多喜田利彦はデパートの警備員のバイトをしていた。ある日自分の孫だと名乗る少女から電話がかかる。最初は信じない利彦だが、バイト先のビルで小火があるという予言が当たったために孫の話を信じだす。
自ら没にしていた原稿を完成させるように孫からアドバイスを受け、書き上げた原稿は見事採用された。やっと自分にとってよい方向に向かい始めた矢先、孫から過去への違法電話がばれたために自分からの電話はこれが最後になると明かされ…。

## スタッフ
- 原作 - 井上夢人「四十四年後の証明」（『もつれっぱなし』所収 / 文藝春秋)
- 脚本 - 高橋留美
- 演出 - 小椋久雄

## キャスト
- 多喜田利彦（萩原聖人） - 漫画家を志すデパートの警備員
- 片桐由美子（木村佳乃） - デパートの受付案内係
- 警備員・山本（江良潤）
- 編集者・橘（大鷹明良）
- デパート店員（河野大輔）
- デパートガール（吉田容子）
- 消防士（佐野和敏）
- 田端マモル（佐藤祐一） - 利彦の高校の同級生
- 多喜田琥珀（長尾陽香） - 利彦の孫